# Roschyschtsche
Roschyschtsche (ukrainisch und russisch Рожище russisch transkribiert Roschischtsche; polnisch Rożyszcze) ist eine kleine ukrainische Stadt mit etwas mehr als 13.000 Einwohnern. Sie liegt am Fluss Styr in der Oblast Wolyn, südöstlich der Stadt Kowel und wenige Kilometer vor der Bezirkshauptstadt Luzk.

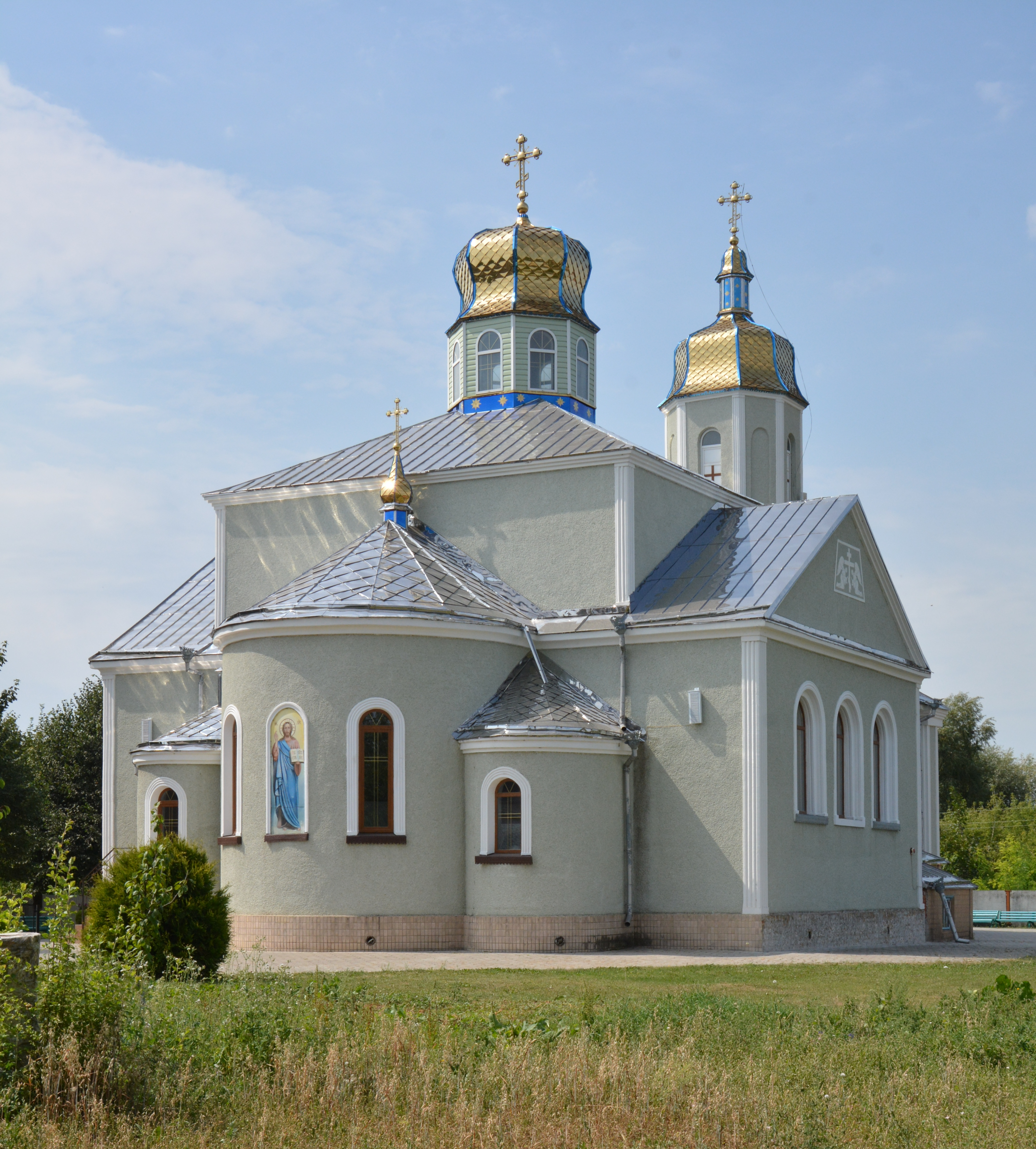
Kirche im Ort

## Geschichte
Der Ort wurde 1377 zum ersten Mal schriftlich erwähnt. Er gehörte den Vladiken von Luzk und Ostroh. Im Laufe der Jahrhunderte entwickelte sich ein multiethnisch geprägter Ort, auch die Wolhyniendeutschen hatten ihren Anteil daran. Die im Jahr 1869 gegründete die älteste und die größte evangelische Pfarrgemeinde Wolhyniens umfasste im Jahr 1923 um 16.000 Mitglieder. Zwischen 1920 und 1939 gehörte Roschyschtsche zu Polen. Infolge des Hitler-Stalin-Pakts besetzte die Sowjetunion das Gebiet, nach dem deutschen Überfall auf die Sowjetunion 1941 war der Ort bis 1944 unter deutscher Herrschaft, kam nach dem Zweiten Weltkrieg wieder zur Sowjetunion und wurde in die Ukrainische SSR eingegliedert.
Ende Juni 1941 erschossen Wehrmacht-Einheiten 1160 Juden. Während des Massakers der polnische Zivilbevölkerung in Wolhynien durch die Ukrainische Aufständische Armee versuchten polnische Bürgerwehr-Einheiten, ihre Landsleute vor den Soldaten der Ukrainischen Aufständischen Armee zu schützen.
Am 31. August 1989 wurde Roschyschtsche der Status einer Stadt verliehen, seit 1991 gehört sie zur heutigen Ukraine.

## Verwaltungsgliederung
Am 12. Juni 2020 wurde die Stadt zum Zentrum der neugegründeten Stadtgemeinde Roschyschtsche (Рожищенська міська громада/Roschyschtschenska miska hromada). Zu dieser zählen auch noch eine Siedlung städtischen Typs und die 35 in der untenstehenden Tabelle aufgelistetenen Dörfer, bis dahin bildete die Stadt die gleichnamige Stadtratsgemeinde Roschyschtsche (Рожищенська міська рада/Roschyschtschenska miska rada) im Südosten des Rajons Roschyschtsche.
Am 17. Juli 2020 wurde der Ort Teil des Rajons Luzk.
Folgende Orte sind neben dem Hauptort Roschyschtsche Teil der Gemeinde:
| Name                     | Name                   | Name                                               | Name                          | Name |
| ukrainisch transkribiert | ukrainisch             | russisch                                           | polnisch                      |      |
| ------------------------ | ---------------------- | -------------------------------------------------- | ----------------------------- | ---- |
| Berehowe                 | Берегове               | Береговое (Beregowoje)                             | Padałówka                     |      |
| Bohuschiwska Marjaniwka  | Богушівська Мар'янівка | Богушовская Марьяновка (Boguschowskaja Marjanowka) | Marjan-Boguszówka, Marjanówka |      |
| Bortjachiwka             | Бортяхівка             | Бортяховка (Bortjachowka)                          | Niewólno, Bortiachowo         |      |
| Dmytriwka                | Дмитрівка              | Дмитровка (Dmitrowka)                              | Dmitrówka                     |      |
| Dubyschtsche             | Дубище                 | Дубище (Dubischtsche)                              | Dubiszcze                     |      |
| Duschtsche               | Духче                  | Духче                                              | Duchcze                       |      |
| Iwaniwka                 | Іванівка               | Ивановка (Iwanowka)                                | Janówka                       |      |
| Jelysawetyn              | Єлизаветин             | Елизаветин (Jelisawetin)                           | Elżbiecin                     |      |
| Kobtsche                 | Кобче                  | Кобче                                              | Kopcze                        |      |
| Kosyn                    | Козин                  | Козин (Kosin)                                      | Kozin                         |      |
| Korsyni                  | Корсині                | Корсыни (Korsyni)                                  | Korsynie                      |      |
| Kryschiwka               | Крижівка               | Крыжовка (Kryschowka)                              | Smerdyń                       |      |
| Litohoschtscha           | Літогоща               | Литогоща (Litogoschtscha)                          | Litohoszcz                    |      |
| Lyniwka                  | Линівка                | Линевка (Linewka)                                  | Liniówka                      |      |
| Lukiw                    | Луків                  | Луков (Lukow)                                      | Łuków                         |      |
| Malyniwka                | Малинівка              | Малиновка (Malinowka)                              | Bohuszówka                    |      |
| Mychajlyn                | Михайлин               | Михайлин (Michailin)                               | Michalin                      |      |
| Mylsk                    | Мильськ                | Мыльск                                             | Mylsk                         |      |
| Myroslawka               | Мирославка             | Мирославка (Miroslawka)                            | Mirosławka                    |      |
| Nawis                    | Навіз                  | Навоз (Nawos)                                      | Nawóz                         |      |
| Neswir                   | Незвір                 | Незвир (Neswir)                                    | Niezwir                       |      |
| Nossatschewytschi        | Носачевичі             | Носачевичи (Nossatschewitschi)                     | Nosaczewicze                  |      |
| Oleniwka                 | Оленівка               | Оленовка (Olenowka)                                | Helenówka Stara               |      |
| Oleschkowytschi          | Олешковичі             | Олешковичи (Oleschkowitschi)                       | Oleszkowicze                  |      |
| Olhaniwka                | Ольганівка             | Ольгановка (Olganowka)                             | Olhanówka                     |      |
| Perespa                  | Переспа                | Переспа                                            | Perespa                       |      |
| Poscharky                | Пожарки                | Пожарки (Poscharki)                                | Pożarki                       |      |
| Rudka-Kosynska           | Рудка-Козинська        | Рудка-Козинская (Rudka-Kosinskaja)                 | Rudka Kozińska                |      |
| Rudnja                   | Рудня                  | Рудня                                              | Rudnia                        |      |
| Sabara                   | Забара                 | Забара                                             | Sołowin, Zabara               |      |
| Sokil                    | Сокіл                  | Сокол (Sokol)                                      | Sokul                         |      |
| Topilne                  | Топільне               | Топольно (Topolno)                                 | Topolno                       |      |
| Tryliszi                 | Трилісці               | Трилесцы (Trileszy)                                | Trylisica                     |      |
| Tychotyn                 | Тихотин                | Тихотин (Tichotin)                                 | Tychotyn                      |      |
| Walerjaniwka             | Валер'янівка           | Валерьяновка (Walerjanowka)                        | Walerjanówka                  |      |
| Wyschenky                | Вишеньки               | Вишенки (Wischenki)                                | Wiszenki                      |      |